# Verbena (gruppo musicale)
I Verbena erano un gruppo musicale grunge originario di Birmingham (Alabama) negli Stati Uniti d'America.
La band fu formata all'inizio degli anni novanta sotto il nome di Volume da Scott Bondy insieme ad alcuni amici del college, Les Nuby (batteria) e Carson Lamm (chitarra); successivamente cambiarono nome nell'attuale Verbena.
Il loro sound è stato paragonato da molti critici a quello dei Nirvana a causa sia della struttura delle canzoni (semplici e dirette) che del loro look (soprattutto di quello del loro frontman, Scott Bondy).
Il loro disco d'esordio edito nel 1997, Souls for Sale, riscuote un discreto successo ma è l'album Into the Pink, registrato due anni dopo, che li fa conoscere al grande pubblico. Il lavoro, prodotto da Dave Grohl (ex Nirvana e Foo Fighters), non innovativo ma carico di quella rabbia grunge che ha fatto famose le band di Seattle del genere, è l'album di maggiore successo inciso dal gruppo.
Nel 2003 pubblicano La musica negra, che non ha avuto lo stesso successo del suo predecessore a causa anche di un cambiamento di stile, divenuto molto meno diretto.

## Formazione
- Scott Bondy - voce e chitarra
- Les Nuby (dal 1997) - batteria
- Nick Daviston (dal 2000) - basso

### Ex componenti
- Carson Lamm - chitarra
- Louis Schefano - batteria
- Daniel Johnston - basso
- Dave Grohl - basso
- Annie Marie Griffin - chitarra e voce

## Curiosità
Una band italiana di genere e formazione simile si chiamava nello stesso periodo (1997 circa) senza saperlo allo stesso modo, creando scompiglio nell'organizzazione di una delle date italiane dei Foo Fighters dove i Verbena americani dovevano suonare come gruppo d'apertura.
I Verbena italiani, in seguito a ciò rinominati da loro stessi Verdena, erano infatti stati contattati al riguardo erroneamente.

## Discografia
- 1995 - Pilot Park (EP)
- 1997 - Souls for Sale
- 1999 - Into the Pink
- 2003 - Is The Alabama Boys Choir
- 2003 - La musica negra